# Orotava hamula
Orotava hamula är en tvåvingeart som först beskrevs av Meijere 1914.  Orotava hamula ingår i släktet Orotava och familjen borrflugor. Inga underarter finns listade i Catalogue of Life.